# Вулиця Милославська (станція метро)
50°31′54.73″ пн. ш. 30°36′32.44″ сх. д. / 50.5318694° пн. ш. 30.6090111° сх. д.
«Ву́лиця Милосла́вська» — проєктована наземна кінцева станція першої черги Лівобережної лінії та майбутніх черг Подільсько-Вигурівської лінії Київського метрополітену. Наступна на лінії станція — «Вулиця Цвєтаєвої», перегін між станціями наземний, критий, довжиною 817 м. В середині перегону передбачено будівництво пішохідного містка над коліями.

## Історія
За проєктом станція повинна бути побудована на місці розворотного кільця нинішньої кінцевої станції «Милославська» Лівобережного швидкісного трамвая, поблизу перетину вулиць Оноре де Бальзака і Милославської. За конструкцією станція запроєктована колонною, з острівною платформою довжиною 126 м і шириною 10 м. На станції має бути два вестибюлі, сполучених із платформою сходами. Для входу пасажирів на станцію і виходу зі станції запроєктований пішохідний місток через вулицю Оноре де Бальзака. Вхід у вестибюль — по критому пандусу і по даху над платформою. Для пасажирів з обмеженими фізичними можливостями у кожному вестибюлі передбачена установка ліфта.
Для обороту і відстою поїздів за станцією передбачено будівництво чотириколійного тупика. Північніше від станції планується побудувати електродепо «Троєщина». Для сполучення з депо планується будівництво двоколійної підземної службової сполучної гілки довжиною 160 м.
Проєктний строк будівництва дільниці першої черги Лівобережної лінії від станції «Вулиця Милославська» до станції «Проспект Ватутіна» з електродепо «Троєщина» — 48 місяців, але не раніше 2020 року.